# アガツマ・エンタテインメント
株式会社アガツマ・エンタテインメントは、かつて東京都台東区浅草橋に所在していたコンピュータゲーム制作会社である。

## 概要
玩具メーカー・アガツマの関連会社であることから、アンパンマンシリーズなど幼児向け知育ゲームを主軸としているが、海外パブリッシャーとのエージェント業務も行っている。ニンテンドー3DS専用ソフト『CODE OF PRINCESS』にて、コアゲーマー向けソフト販売を開始した。
『アンパンマンとあそぼ あいうえお教室』までのタイトルは親会社の玩具ブランドである「PINOCCHIO」を借用していたが、『はなデカ倶楽部 アニマルパラダイス』以降から自社ブランドに一本化された。
経営悪化に伴い2015年12月11日をもって解散し、2016年3月31日に清算手続が終了した。なお、商品の問い合わせ不具合対応は親会社である株式会社アガツマが対応する。

## ゲーム作品
ゲームボーイカラー
- おいでラスカル

ニンテンドーDS
- それいけ!アンパンマン ばいきんまんの大作戦
- アンパンマンとあそぼ あいうえお教室
- はなデカ倶楽部 アニマルパラダイス
- 1日10分でじょうずにえがかけるDS
- アンパンマンとあそぼ ABC教室
- ドローン トゥ ライフ ～神様のマリオネット～
- アンパンマンとあそぼ あいうえお教室DX

Wii
- アンパンマン にこにこパーティ
- ニックスクエスト（英語版）
- プーヨーとあそぼう エピソード

ニンテンドー3DS
- CODE OF PRINCESS
- さよなら 海腹川背

PlayStation Vita
- さよなら 海腹川背 ちらり

Steam
- さよなら 海腹川背 ちらり
- 海腹川背
- 海腹川背・旬 Steam Edition